# مملكة سردينيا وكورسيكا
كانت مملكة سردينيا وكورسيكا (مملكة سردينيا لاحقا), هو بلد تأسس من عدة دول خلال ستة قرون. تم إنشاء فكرة المملكة كله في 1297 م من قبل البابا بونيفاس الثامن، وهو كيان افتراضي تم إنشاؤها لجيمس الثاني من اراغون تحت بند سري في المعاهدة، كحافز للانضمام إلى الجهود المبذولة لاستعادة جزيرة صقلية، ثم تحت حكم فريدريك الثالث جيمس، الذي نتمي إلى سلالة انجيفن أكثر المعارضين للصقليين. احتلت الجزيرتين المقترحة لهذه المملكة الجديدة من قبل الدول الأخرى والإقطاعيين في ذلك الوقت. في سردينيا، كان ثلاثة من الدول الأربع التي نجحت تحت حكم الإمبراطورية البيزنطية في القرن التاسع مرت من خلال التقسيم إلى بيزا وجنوا في السنوات ال 40 السابقة لمعاهدة انجاني. وكانت جنوى حكمت أيضا جزيرة كورسيكا منذ ما يقرب من قرنين من الزمان قبل (1133 م).